# William A. Bradfield
Pour les articles homonymes, voir Bradfield.
William Ashley Bradfield AM, né le 20 juin 1927 à Levin (Nouvelle-Zélande) et mort le 9 juin 2014, est un astronome amateur australien, connu en tant que découvreur amateur prolifique de comètes. Il a découvert 18 comètes, qui portent toutes son nom en tant que seul découvreur.
Ses réalisations astronomiques ont été résumées par Brian G. Marsden, directeur émérite du Bureau central des télégrammes astronomiques de l'Union astronomique internationale : « Découvrir visuellement 18 comètes est un accomplissement extraordinaire à n'importe quelle époque, mais le faire maintenant est vraiment remarquable, et je pense que nous pouvons être relativement sûrs que plus personne ne pourra faire de même. Et c'est d'autant plus étonnant qu'en aucun cas il n'a eu à partager une découverte avec un autre découvreur indépendant. Plus que tout autre récipiendaire, Bill Bradfield mérite remarquablement le prix Edgar-Wilson. ».

## Biographie
Bradfield est né à Levin, en Nouvelle-Zélande, le 20 juin 1927. Il a grandi dans une ferme laitière, où ses intérêts pour les fusées et l'astronomie se sont développés pour la première fois. À l'âge de 15 ans, il a reçu son premier petit télescope. Il a fréquenté l'Université de Nouvelle-Zélande, où il a obtenu un baccalauréat en génie mécanique. Il a passé 2 ans en Angleterre pour faire une résidence en propulsion de fusée, puis en 1953, il a déménagé en Australie, s'installant à Adélaïde, où il a travaillé pour le ministère australien de la Défense en tant qu'ingénieur en propulsion de fusée et chercheur scientifique jusqu'à sa retraite en 1986. C'est également là qu'il a rencontré Eileen ; ils se sont mariés en 1957 et ont eu trois filles.
Bradfield a rejoint la Société astronomique d'Australie-Méridionale (ASSA) en 1970, ce qui a attisé son intérêt, et il a commencé à chasser les comètes en 1971, en utilisant un télescope d'occasion qu'il avait acheté à un autre membre de l'ASSA.
Un peu plus d'un an et 260 heures de recherche plus tard, il fut récompensé par la découverte de la comète C/1972 E1 (Bradfield). Six comètes suivirent au cours de ses six premières années et, en 1987, la découverte de sa 13e comète fit de lui le chasseur de comètes le plus prolifique du XXe siècle. Finalement, son décompte s'est élevé à 18 comètes après 3 500 heures de recherche, la 18e et dernière découverte de comète ayant eu lieu le 23 mars 2004, alors qu'il avait 76 ans.
Lorsque Bradfield découvrait une comète et communiquait cette découverte à l'Union astronomique internationale (UAI), cela déclenchait une action mondiale. Moins de 14 heures après avoir signalé sa 17e comète en 1995, elle avait été observée par plus de 20 observateurs, dont le télescope Schmidt de 1 mètre de l'ESO à La Silla, au Chili.

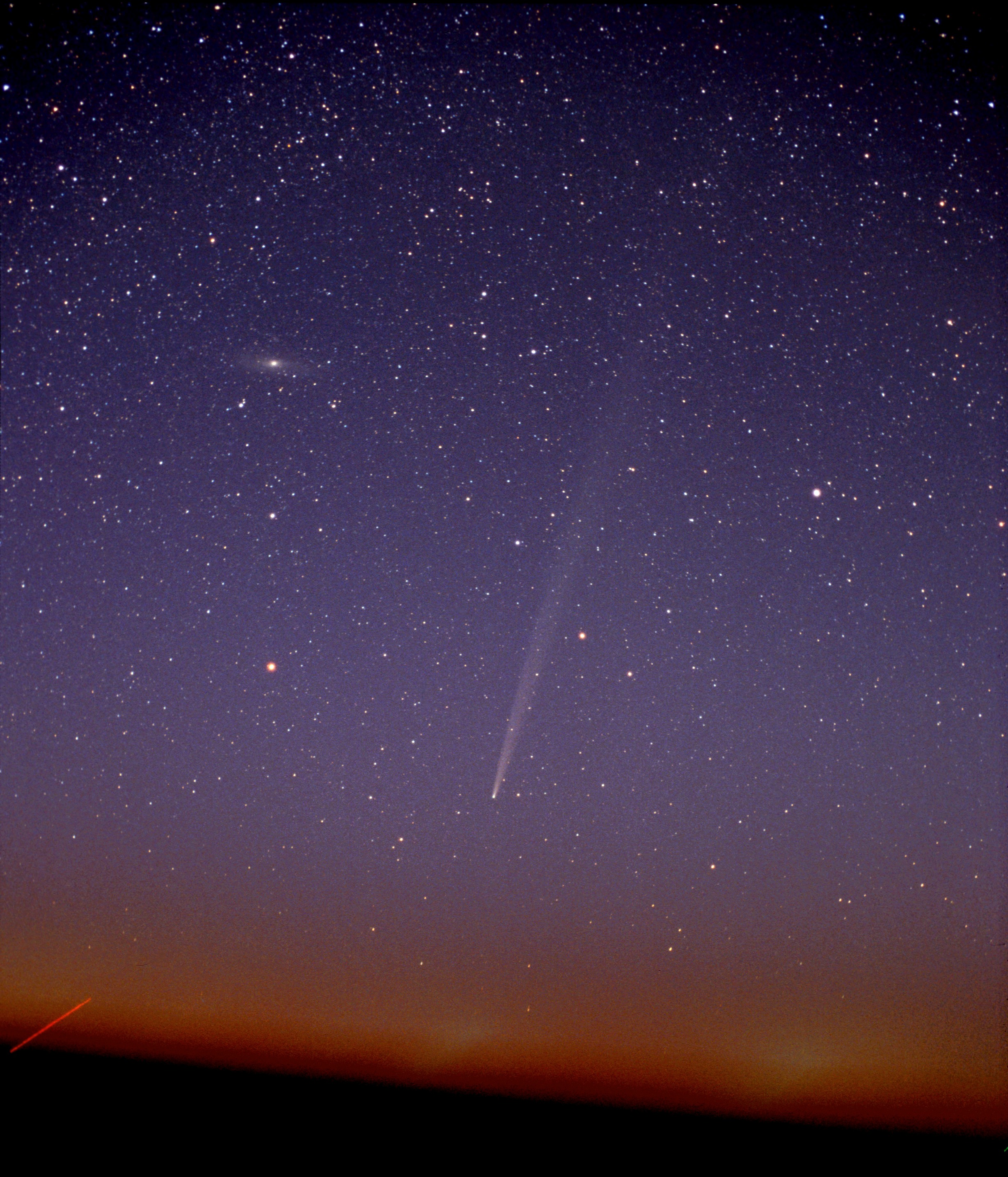
La comète C/2004 F4 (Bradfield) depuis Cactus Flats, dans le nord-est du Colorado, aux États-Unis.

Ses découvertes étaient particulièrement remarquables car il a travaillé seul pour les faire, en utilisant du matériel télescopique ancien et fait maison. Hormis la lentille centenaire et les oculaires modernes, le reste de son télescope était fait maison, mais parfaitement adapté à la chasse aux comètes. Il n’a pas utilisé d’équipement de détection photographique ou informatisé, s’appuyant plutôt sur un balayage purement visuel du ciel.
Après avoir rejoint la Société astronomique d'Australie-Méridionale (ASSA) en 1970, Bradfield en a été le président de 1977 à 1979. En 1989, il a été nommé membre honoraire à vie et a été intronisé au Temple de la renommée de l'ASSA en 2013.
Il est décédé le 9 juin 2014 des suites d'une longue maladie, à 86 ans.

## Récompenses et honneurs
- L'astéroïde (3430) Bradfield a été nommé en son honneur.
- William A. Bradfield a reçu la médaille Berenice-et-Arthur-Page de la Société astronomique d'Australie en 1981[11].
- Il a été nommé membre de l'Ordre d'Australie (AM) « en reconnaissance de son service à l'astronomie » en 1989[12].
- Il a été nommé membre honoraire à vie de la Société astronomique d'Australie-Méridionale (ASSA) en 1989 [13]
- En 2000, la Société astronomique d'Australie-Méridionale a créé le Bill Bradfield Astronomy Award en l'honneur de ses réalisations, décerné à un amateur ayant fait preuve de réalisations exceptionnelles au cours d'une année donnée dans le domaine de l'astronomie[14].
- Il a reçu le prix Edgar-Wilson du Smithsonian Astrophysical Observatory (SAO) par l'intermédiaire du Bureau central des télégrammes astronomiques (CBAT) de l'UAI en 2004[15].
- En 2013, il a été intronisé au Temple de la renommée de l'ASSA[10].

## Liste des comètes découvertes
| Ordre de découverte | Comète    | Heures | Date       | Magnitude |
| ------------------- | --------- | ------ | ---------- | --------- |
| 1                   | C/1972 E1 | 260    | Mar 12.81  | 10        |
| 2                   | C/1974 C1 | 306    | Feb 12.49  | 9         |
| 3                   | C/1975 E1 | 145    | Mar 12.45  | 9         |
| 4                   | C/1975 V2 | 106    | Nov 11.74  | 10        |
| 5                   | C/1976 D1 | 57     | Feb 19.49  | 9         |
| 6                   | C/1976 E1 | 9      | Mar 3.778  | 9         |
| 7                   | C/1978 C1 | 360    | Feb 4.755  | 8         |
| 8                   | C/1978 T3 | 75     | Oct 10.785 | 9         |
| 9                   | C/1979 M1 | 98     | Jun 24.417 | 10        |
| 10                  | C/1979 Y1 | 67     | Dec 24.753 | 5         |
| 11                  | C/1980 Y1 | 113    | Dec 17.751 | 6         |
| 12                  | C/1984 A1 | 384    | Jan 7.733  | 11        |
| 13                  | C/1987 P1 | 307    | Aug 11.437 | 10        |
| 14                  | C/1989 A3 | 164    | Jan 6.514  | 12        |
| 15                  | C/1992 B1 | 129    | Jan 31.736 | 10        |
| 16                  | C/1992 J2 | 30     | May 3.806  | 10        |
| 17                  | C/1995 Q1 | 289    | Aug 17.410 | 6         |
| 18                  | C/2004 F4 |        | Mar 23.43  | 8         |

Légende :
- Comète : désignation initiale de la comète
- Heures : nombre d'heures de recherche pour la découverte
- Date : date de découverte en TU
- Magnitude : magnitude totale (brillance) de la comète lors de sa découverte[16]